# Titus von Bostra

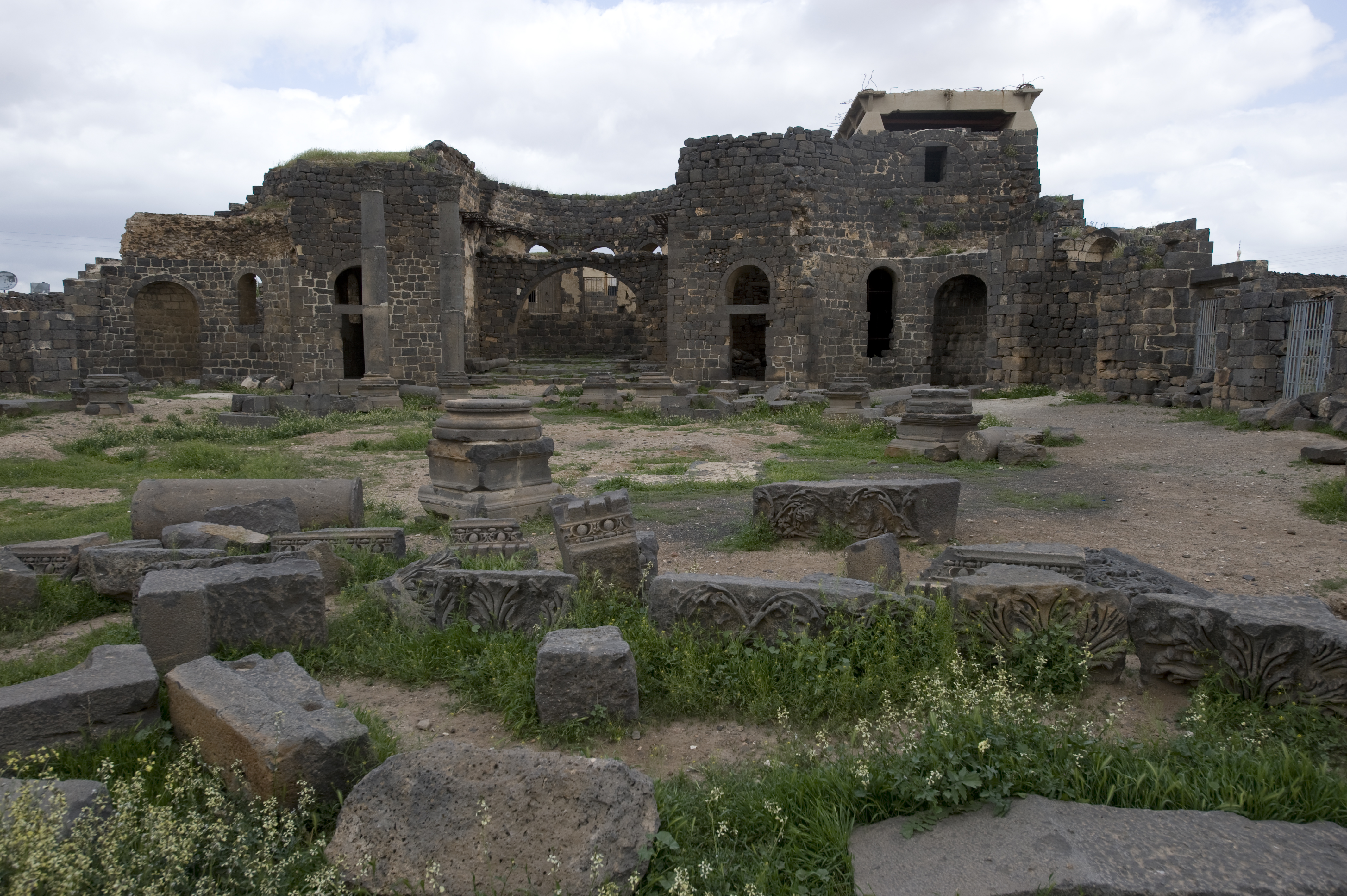
Ruinen der Kirche der Märtyrerheiligen Sergius, Leontius und Bacchus in Bostra (Bosra, Syrien)

Titus von Bostra (Titus Bostrensis, * um 300; † vor 378) war ein christlicher Autor der Spätantike. Als Bischof von Bostra, der Hauptstadt der Provinz Arabia Petraea, wurde er von Kaiser Julian (regierte 360–363) verdächtigt, an Unruhen in der Stadt beteiligt zu sein. Ein auf den 1. August 362 datiertes Edikt forderte Magistrat und Stadtbevölkerung auf, den Bischof auszuweisen.
Titus war ein Bibelexeget der antiochenischen Schule. Von seinem Kommentar über das Lukasevangelium blieben nur Zitate in Florilegien und Katenen erhalten. Er verfasste außerdem vier Bücher gegen den Manichäismus, die nur in syrischer Übersetzung vollständig überliefert sind (der erhaltene griechische Text bricht im dritten Buch ab). Dieses sein Hauptwerk zeigt Titus’ gründliche rhetorische und philosophische Bildung, aber auch eine bemerkenswerte Kenntnis der Werke Manis. Unsicher ist, ob ihm auch die in syrischer Übersetzung erhaltenen Fragmente einer Predigt zum Epiphaniasfest zugeordnet werden können.

## Werk
- Contra Manichaeos libri IV / Contre les manichéens (= Corpus Christianorum in translation, Band 21). Brepols, Turnhout 2015.